# كينغتنغ

كينغتنغ هي بلدة تقع في ولاية شان، في دولة ميانمار.